# Machimus snowii
Machimus snowii là một loài ruồi trong họ Asilidae. Machimus snowii được Hine miêu tả năm 1909.